# Mörtsjön (Bjurholms socken, Ångermanland, 709216-167100)
Mörtsjön är en sjö i Bjurholms kommun i Ångermanland och ingår i Öreälvens huvudavrinningsområde. Sjön har en area på 0,13 kvadratkilometer och ligger 212,5 meter över havet.

## Delavrinningsområde
Mörtsjön ingår i det delavrinningsområde (709219-167241) som SMHI kallar för Ovan None. Medelhöjden är 226 meter över havet och ytan är 17,92 kvadratkilometer. Det finns inga avrinningsområden uppströms utan avrinningsområdet är högsta punkten. Kälksvattsbäcken som avvattnar avrinningsområdet har biflödesordning 2, vilket innebär att vattnet flödar genom totalt 2 vattendrag innan det når havet efter 64 kilometer. Avrinningsområdet består mestadels av skog (77 procent) och sankmarker (13 procent). Avrinningsområdet har 0,5 kvadratkilometer vattenytor vilket ger det en sjöprocent på 2,8 procent.